# Universidade Estadual de Feira de Santana
Universidade Estadual de Feira de Santana (UEFS) este o instituție de invățământ superior de stat din Feira de Santana, Bahia, Brazilia.
A fost infiintata in anul 1976.